# حركات فسيولوجية لافاعلة بين الفقرات
الحركات الفسيولوجية اللافاعلة أو السلبية بين الفقرات (PPIVM) هي تقنية تقييم وعلاج فيزيائي للعمود الفقري، طورها جيف مايتلاند، تُستخدم لتقييم حركة الفقرات في مفصل واحد، وتحريك تيبس الرقبة.

## التقنية
تُستخدم الحركات الفسيولوجية اللافاعلة بين الفقرات تقنياً للتقييم والمساعدة في تحديد موقع وطبيعة وشدة وتهيج أعراض الفقرات. يمكن استخدامها لاختبار فرط الحركة أو عدم استقرار المفصل العنقي أو القطني، أو ما إذا كان المفصل مشدودًا. تختبر تقييمات الحركات الفسيولوجية السلبية للفقرات الحركة المتاحة على مستوى معين من العمود الفقري من خلال تطبيق حركة فسيولوجية لافاعلة أو سلبية. يمكن إجراء الحركات اللافاعلة للفقرات العنقية في حالة وجود انحناء أو دوران جانبي للفقرات العنقية، حيث يقوم المعالج بتقييد الحركة بعد مستوى عنقي محدد باستخدام اليد؛ هذا يسمح بتحديد المستوى الفقري الدقيق الذي تظهر فيه أعراض المريض. فيما يتعلق بالعمود الفقري القطني، تُجرى هذه التقنية مع قيام المعالج بمد يده تحت ركبتي المريض ورفعه للحصول على الحركة القطنية المطلوبة، مع تقييم حركة النتوء الشوكي باستخدام الأصابع.

## الأدلة السريرية
على الرغم من أن الدراسات أشارت إلى أن هذه التقنية توفر موثوقية جيدة بين الفاحصين، إلا أن هذه الموثوقية أُبلغ أنها قد تكون أيضاً ضعيفة.